# Mühlhausen (Haut-Palatinat)
Pour les articles homonymes, voir Mühlhausen.
Mühlhausen est une commune de Bavière (Allemagne), située dans l'arrondissement de Neumarkt in der Oberpfalz, dans le district du Haut-Palatinat.